# Synagoga Bera Krauskopfa w Łodzi
Synagoga Bera Krauskopfa w Łodzi – prywatny dom modlitwy znajdujący się w Łodzi przy ulicy Średniej 44.
Synagoga została zbudowana w 1900 roku z inicjatywy Bera Szai Krauskopfa. Mogła ona pomieścić 30 osób. Podczas II wojny światowej hitlerowcy zdewastowali synagogę.